# Gecko diurne de Rodrigues
Phelsuma edwardnewtoni
Espèce
Synonymes
- Phelsuma newtoni Boulenger 1884

Statut CITES
Phelsuma edwardnewtoni, le Gecko diurne de Rodrigues est une espèce éteinte de geckos de la famille des Gekkonidae.

## Répartition

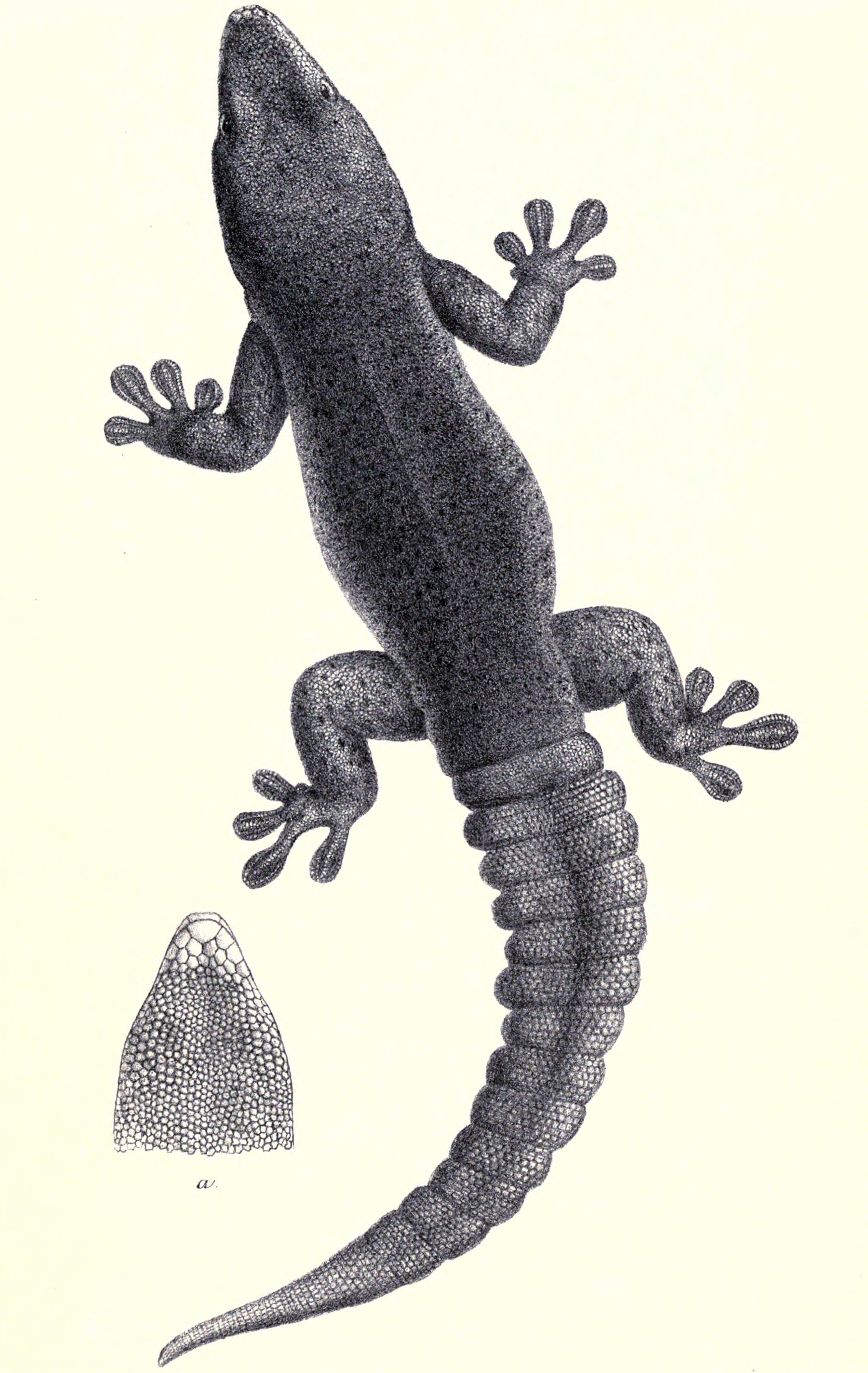
Phelsuma edwardnewtoni

Cette espèce était endémique de Rodrigues.
Cette espèce a été observée jusqu'au début des années 1900, mais est introuvable depuis, malgré des recherches poussées en 1960 et en 1970 sur l'île de Rodrigues et dans les îlots alentour. Elle est considérée comme éteinte par Austin, Arnold & Jones, 2004.
Six spécimens sont conservés : trois au musée d'histoire naturelle de Londres et deux Muséum national d'histoire naturelle.

## Philatélie
Cette espèce a été figurée sur un timbre de Maurice (8 r.)

## Étymologie
Cette espèce est nommée en l'honneur d'Edward Newton.

## Publications originales
- Vinson & Vinson, 1969 : The saurian fauna of the Mascarene Islands. Mauritius Institute Bulletin, vol. 6, p. 203-320.
- Boulenger, 1884 : Note upon a large Lizard of the Genus Phelsuma, from Rodriguez, sent by Mr. J. C. O'Halloran. Proceedings of the Zoological Society of London, vol. 1884, p. 1-2.